# كارول تايلر
كارول تايلر (بالإنجليزية: Carol Tyler)‏ هي رسامة كارتون أمريكية، ولدت في 20 نوفمبر 1951 في شيكاغو في الولايات المتحدة.

## وصلات خارجية
- الموقع الرسمي